# Eupithecia actrix
Eupitecia actrix es una especie de polilla de la familia Geometridae. La especie se puede encontrar en China, especialmente descrita en la provincia de Shaanxi. Fue descubierta a 1500 metros (4921,3 pies) sobre el nivel del mar en el monte Tai Ben Shan.

## Descripción
La envergadura es de unos 17 milímetros (0,7 plg). El ala anterior alargada, color de fondo gris parduzco pálido, tres líneas transversales mediales poco visibles, formando manchas costales oscuras oblicuas, el punto discal es pequeño, redondeado y negro. El ala trasera es triangular con bordes redondeados, margen terminal ligeramente sinuoso, del mismo color que el ala anterior, también tiene líneas transversales discretas con un punto discal circular.